# Jakovlev Jak-4
Jakovlev Jak-4 byl lehký bombardér, který se zařadil mezi neúspěšné typy sovětských bombardovacích letadel. Bojovou hodnotu moderně vyhlížejícího letounu snižovala nevyzrálá konstrukce, slabá obranná střelecká výzbroj a malý pumový náklad.[zdroj?]

## Hlavní technické údaje
- Charakteristika: Dvoumístný dvoumotorový bombardér
- Pohon: 2 motory Klimov M-105 o výkonu 809 kW
- Výzbroj: 400–900 kg pum, dva nebo tři kulomety ŠKAS ráže 7,62 mm
- Rozpětí: 14 m
- Délka: 10,18 m
- Nosná plocha: 29,4 m²
- Hmotnost prázdného letounu: 4560 kg
- Vzletová hmotnost: 6115 kg
- Maximální rychlost: 533 km/h
- Dostup: 9700 m
- Dolet: 740 km